# レガッタ〜国際金融戦争
『レガッタ〜国際金融戦争』（れがった こくさいきんゆうせんそう）は、1999年11月20日から同年12月4日まで、毎週土曜21:00（JST）にNHK総合テレビジョンの『NHKドラマ館』で放送されていた連続ドラマ。

## 概要
山一證券破綻、アジア通貨危機、金融ビッグバンなど、当時の日本は金融・経済分野での激震に見舞われていた。特にヘッジファンドは猛威を振るい、その存在がクローズアップされていた。そんな世相を受けて制作された、国際金融をテーマにした社会派ドラマ。タイトルのレガッタは、登場人物が漕艇部OBである事と語源である競争（イタリア語）つまり、レガッタ競技のように抜きつ抜かれつの競争を繰り広げる国際金融の世界を掛けたものである。

## あらすじ
ウォール街の投資銀行に勤める有吉州波(すなみ）は、恋人である康和銀行副支店長の明石哲彦の突然の死に疑念を抱く。かねてから様子がおかしかった事に気付いていた州波は、明石の親友・芹沢裕弥から原因が康和銀行の巨額損失隠蔽にある事を知らされる。州波と芹沢は真相を暴こうと奔走するが、明石の銀行・康和銀行と芹沢の銀行・FBアメリカン銀行は合併を控えており、両行首脳陣によって握りつぶされる。真っ当な方法では明石の敵を討てない事を悟った州波は、トンプソン証券総帥・ゴールドプラットの勧めで日本にヘッジファンドを立ち上げるべく帰国する。
東京にヘッジファンド・「サーフファンド香港」を設立した州波は芹沢を誘い、株式・商品取引などの一流トレーダーを集めたサーフファンドは驚異的な利回りを上げる。一方で合併前に巨額損失を解消しようと焦る康和銀行首脳陣は、高利回りの運用先を探していた。州波は康和銀行にも営業に回り、巨額の資金受け入れに成功する。その姿勢に疑問を感じる芹沢に対して「あくまでもビジネスだ」という州波。しかし彼女の胸の内には秘密の計画があった。

## 主な登場人物
- 有吉州波（すなみ） - 浅野温子

主人公・米投資銀行トンプソン証券の敏腕トレーダー。後にヘッジファンドを率いる。
- 明石哲彦 - 石田純一

主人公の恋人・康和銀行ニューヨーク支店副支店長でディーリング部門責任者。
- 芹沢裕弥 - 三浦友和

もう一人の主人公。米銀・FBアメリカン銀行東京支店為替ディーラー。明石とは学生時代からの親友。
- 久保経理課長 - 内山森彦
- 織本順吉、深浦可奈子、森山周一郎

## スタッフ
- 原作 - 幸田真音「傷-邦銀崩壊」[1]
- 脚本 - 仲倉重郎[1]、江口美喜男[1]
- 製作統括 - 高橋幸作[1]
- 美術 - 山下恒彦[1]
- 技術 - 飛地茂[1]
- 音響効果 - 菅野秀典[1]
- 演出 - 大友啓史[1]、高橋練[1]

## 放映リスト
- 第1回「告発」1999年11月20日
- 第2回「秘密」1999年11月27日
- 第3回「復讐」1999年12月4日